# Caryospora cobrae
Caryospora cobrae – gatunek pasożytniczych pierwotniaków należący do rodziny Eimeriidae z podtypu Apicomplexa, które kiedyś były klasyfikowane jako protista. Występuje jako pasożyt węży. C. cobrae cechuje się tym iż oocysta zawiera 1 sporocystę. Z kolei każda sporocysta zawiera 8 sporozoitów.
Obecność tego pasożyta stwierdzono u kobry indyjskiej (Naja naja) należącego do rodziny zdradnicowatych (Elapidae).

## Sporulowana oocysta
Jest kształtu sferoidalnego lub jajowatego, posiada 2 bezbarwne ściany. Oocysta posiada następujące rozmiary: długość 16,5 – 19,5 μm, szerokość 16,5 – 18 μm. Występują mikropyle. Brak wieczka biegunowego i ciałka biegunowego.

## Sporulowana sporocysta i sporozoity
Sporocysty kształtu owoidalnego o długości 12 – 16,5 μm, szerokości 9 – 12,8 μm. Występuje ciałko Stieda. Brak substieda body (SBB) i parastieda body (PSB).